# GUITARHYTHM II
『GUITARHYTHM II』（ギタリズム・ツー）は、日本のミュージシャンである布袋寅泰の2枚目のアルバムである。

## 背景
COMPLEXの無期限活動休止後のソロ復帰アルバム。
BOØWYやCOMPLEXの音楽性とは大きく異なり、重厚なサウンドで構築されている。『GUITARHYTHM』が海外進出を志した作品だったのに対し、本作は日本のロック・ファンの為のアルバムとして制作されており、歌詞もカヴァー曲を除き日本語である。この方向性は前年の時点ですでに決めており、COMPLEXの活動休止を発表した直後のインタビューで述べている。
本作の楽曲制作及びレコーディングをするに当たり、単身渡英。COMPLEXのラストライブ翌日には渡英する飛行機に乗っていたという。ロンドン市内にフラットを借りて生活を始め、全楽曲のデモを1ヶ月で完成させた。リリース後には、ソロキャリアでは初となる全国ツアーも行われた。
コンセプトは『時空を超えた魂の旅』で、「BEAT EMOTIONによって解き放たれた魂が時空を自由に飛びまわり、綺麗なもの、哀しいものなどを見たりしながら傷つきながら彷徨い、最後に火星からきたスターマンに拾い上げられ天に昇っていく」といったシナリオとなっている。"天使と悪魔"もキーワードとなっており、歌詞に幾度も登場する。また本作のレコーディング中に湾岸戦争が勃発しており、このことが一部の楽曲に影響を及ぼしている。
本作の「SLOW MOTION」より森雪之丞が初めて布袋に詞を提供しており、これを機に森は以後布袋作品の作詞を数多く手掛けることになる。
後年テレビ番組上でデヴィッド・ボウイと対談した際には、『I』『II』『III』を聴き比べたボウイに「IとIIの違いは大きいよね。スタイル的に、かなり大きく変わった。1枚目はずっと原始的だったけど、2枚目では曲の作りがものすごく変わった。使ってるコードも違うし、あれは君がミュージシャンとして成長して変わったアルバムを作りたいと思うようになったからなのかな？」と評されている。これに対し布袋は「一番大きな理由はバンドを組んだという事でしょうね（ライブのサポートメンバーを固定した）。Iは僕がギターとコンピュータだけで作ったものだけど、2枚目は色んなミュージシャンを使ってるから、それが違いを生んだんでしょう」と語っている。
またインタビューでは「このアルバムを完成させたことで、今後自分だけでやっていくことに対して自信がついた。ギター弾きだからいつも誰かとセッションできるスタンスでいたかったけど、もう人とやっていくつもりはないかな」とソロ活動への自信と意欲を語っている。
オリコンアルバムチャート上にて1位を獲得したが、アルバム及びツアーでのファンの反応が100パーセント満足のいくものではなかったと布袋は語っている。一方、初のソロツアーを経験したことで確固たる自信もついたと述べており、これらの経験を踏まえ、以降さらにライブを意識した音楽性へと変化を遂げていくことになる。

## 録音
『GUITARHYTHM II』の構想については1990年秋の段階で既にジーザス・ジョーンズのような音楽性で、との方針が布袋によって示されていた。アルバム制作は1991年1月下旬から2月末までの間の、曲作りとプリプロダクションによって始まった。曲作りは1日1曲のハイペースで進み、アルバムは2枚組で制作されることになった。布袋はレッド・ツェッペリンの『フィジカル・グラフィティ』とプリンスの『サイン・オブ・ザ・タイムス』、スティーヴィー・ワンダーの『シークレット・ライフ・オブ・プラント』といった2枚組の名盤を足して3で割ったようなアルバムを考えていたとしている。共同プロデューサーの藤井丈司は、布袋からアルバムが2枚組になることを聞かされた時に、布袋が自身の持つ音楽感・アート感のようなものを全て出そうとしていると思った、と語っている。
3月初頭から後半にはリズム録りとオーバー・ダビングが行われた。レコーディングは発電所を改築したというロンドンのメトロポリス・スタジオにてレコーディングされた。このスタジオは後の作品でも度々レコーディングに使用されている。余談だが、本作のレコーディングスタジオの候補としてデイヴ・スチュワートが所有するチャーチ・スタジオも挙がっていた。レコーディングは布袋、藤井、エンジニアのマイケル・ツィマリングの3人で24トラックのアナログ機材を用いて制作。4月初頭からレコーディングとトラックダウン、オーケストラ・レコーディングが6月中旬まで続けられ、アルバムは完成した。布袋は『GUITARHYTHM II』の制作においては特に藤井の功績が大きかったとしており、本アルバムの35パーセントは藤井が作ったとも語っている。
湾岸戦争の影響により一時帰国した関係で、一部の作業は都内のスタジオで行われた。
主な機材はソルダーノのプリアンプ「X-88R」、VHTの「2150パワーアンプ」、マーシャルのスピーカー・キャビネットといったラインナップである。
ロンドンに同行した森雪之丞は日々出来上がる音源を聞き、布袋とのディスカッションで構想された世界観を歌詞にした。

## リリース
1991年8月30日に5000枚限定で4枚組LPレコード盤がコンパクトディスク、カセットテープより1ヶ月先行リリースされている。
通常版リリース前の1991年9月5日には、当時布袋がパーソナリティを担当していた『ミュージックスクエア』で「GUITARHYTHM NIGHT」と題して特別プログラムが放送され、『GUITARHYTHM』から3曲、UKリリースの12インチシングル『DANCING WITH THE MOONLIGHT』から全4曲、『GUITARHYTHM II』からの12曲とデモテープ版の「RADIO! RADIO! RADIO!」の計20曲が紹介された。
その後、1991年9月27日に東芝EMIのイーストワールドレーベルよりコンパクトディスク2枚組、カセットテープ2本組の2形態でリリースされた。初回版はベルベットボックス仕様、ピクチャーCDとなっている。また、購入時にくじ引きによってロゴマーク入りのメモ用紙やファイルケースなどが配布されていた。
先行発売されたLPレコード版には、1988年にイギリスでリリースした「DANCING WITH THE MOONLIGHT」のシングル・バージョンや、同年に行われた「GUITARHYTHM LIVE」の楽曲が収録されている。

## アートワーク
『GUITARHYTHM』に引き続き、アートディレクションを永石勝が務めた。56ページのヴィジュアル・ブックレットには各楽曲をイメージしたフォトグラフやイラストが掲載されている。
永石に本作を渡しアートワークのイメージを伝えた際、「何曲あるの？これ（笑）」というやり取りがあったとのこと。

## ライブ
本作の発売前、1991年8月6日に富士急ハイランドのムーンサルト・スクランブル前において、『GUITARHYTHM REPRISE』と題された野外ライブを開催。あいにくの雨に見舞われたが、『GUITARHYTHM』収録曲やBOØWY時代の曲、ゲストボーカルに妻（当時）の山下久美子を迎えての曲のほか、本作からも数曲が先行して演奏された。
本作を受けてのツアーは、『GUITARHYTHM ACTIVE FLY INTO YOUR DREAM』と題し、1991年9月30日の群馬県民会館を皮切りに、23都市全33公演が行われている。12月2日には海外公演としてロンドンにあるTOWN&COUNTRY CLUBでの公演も行っている。この公演の打ち上げにて、布袋が当時高く評価していたジーザス・ジョーンズのマイク・エドワーズとの知遇を得ており、次作『GUITARHYTHM III』にて共演するなど、以後長年に渡って交流が続いていくことになる。ツアーファイナルには日本武道館公演4DAYSを実現。後にこのツアーの模様がライブ・アルバム『GUITARHYTHM active tour '91-'92』（1992年）と、ライブ・ビデオ『GUITARHYTHM active tour '91-'92』（1992年）としてリリースされている。
布袋の実妹である狩野環がボーカルを務めるガラパゴスがオープニングアクトとしてツアーに帯同した。なお、前述の『GUITARHYTHM REPRISE』において、狩野はコーラスで参加している。
『GUITARHYTHM REPRISE』でサポートを務めた成田忍、浅田孟、椎野恭一、小森茂生、藤井丈司は以後バンドメンバーとして固定され、1994年の『GUITARHYTHM SERIOUS! CLIMAX ARENA TOUR』まで同行していくことになる。
なお、成田は布袋がBOØWY時代後期に使用したオリジナルギター「MV-95HT」のアーム搭載モデルをツアーで使用しており、ライブ・ビデオでも確認できる。
前述の通り、ソロキャリア初の全国ツアーを経験したことが今後の作品に大きく反映されることとなる。

## エピソード
本作のリリース後に布袋はBOØWY解散以来初めて氷室京介と直接会話を交わしている。氷室の『OVER SOUL MATRIX TOUR 1991』大阪公演の楽屋を布袋が訪ねて行くと氷室は「聴いたよ」と答え、感想として「なげーよ」とコメントしたという。「いいけど長い」「長いのつくりたかったんだからいいんじゃない？」と氷室は答え、率直な感想をもらえたとして布袋は嬉しかったとコメントしている。

## 収録曲

### CD・CT版
| #         | タイトル                          | 作詞                          | 作曲      | 編曲             | 時間  |
| --------- | --------------------------------- | ----------------------------- | --------- | ---------------- | ----- |
| 1.        | 「GUITARHYTHM REPRISE」           | ハービー・山口・Lenny Zakatek | 布袋寅泰  | 布袋寅泰         | 1:15  |
| 2.        | 「BEAT EMOTION (Album Verson)」   | 布袋寅泰                      | 布袋寅泰  | 布袋寅泰         | 4:55  |
| 3.        | 「PRISONER」                      | 布袋寅泰                      | 布袋寅泰  | 布袋寅泰         | 4:38  |
| 4.        | 「SLOW MOTION」                   | 森雪之丞                      | 布袋寅泰  | 布袋寅泰         | 5:37  |
| 5.        | 「SPHINX」                        | 森雪之丞                      | 布袋寅泰  | 布袋寅泰         | 4:15  |
| 6.        | 「MERMAID'S DREAM」               |                               | 布袋寅泰  | 布袋寅泰         | 3:22  |
| 7.        | 「PARADISE」                      | 布袋寅泰・森雪之丞            | 布袋寅泰  | 布袋寅泰         | 6:10  |
| 8.        | 「DEVIL'S SUGAR」                 | 森雪之丞                      | 布袋寅泰  | 布袋寅泰         | 4:37  |
| 9.        | 「DRIVIN' TO YOUR HEART TONIGHT」 | 森雪之丞                      | 布袋寅泰  | 布袋寅泰         | 4:15  |
| 10.       | 「ANGEL WALTZ」                   | 森雪之丞                      | 布袋寅泰  | 布袋寅泰・門倉聡 | 3:29  |
| 11.       | 「YOU」                           | 布袋寅泰                      | 布袋寅泰  | 布袋寅泰         | 6:13  |
| 12.       | 「GUITAR LOVES YOU」              |                               | 布袋寅泰  | 布袋寅泰         | 3:24  |
| 合計時間: | 合計時間:                         | 合計時間:                     | 合計時間: | 合計時間:        | 52:33 |

| #         | タイトル                          | 作詞        | 作曲               | 編曲               | 時間  |
| --------- | --------------------------------- | ----------- | ------------------ | ------------------ | ----- |
| 1.        | 「ROCK'N'ROSE」                   | 布袋寅泰    | 布袋寅泰           | 布袋寅泰           | 5:13  |
| 2.        | 「MAN+WOMAN IN LOVE」             | 布袋寅泰    | 布袋寅泰           | 布袋寅泰           | 4:24  |
| 3.        | 「LIBIDO」                        | 森雪之丞    | 布袋寅泰           | 布袋寅泰           | 4:48  |
| 4.        | 「FLY INTO YOUR DREAM」           | 布袋寅泰    | 布袋寅泰           | 布袋寅泰           | 6:00  |
| 5.        | 「WONDERLAND」                    |             | 布袋寅泰           | NIELS WALEM        | 3:58  |
| 6.        | 「METROPOLIS」                    |             | 布袋寅泰・藤井丈司 | 布袋寅泰・藤井丈司 | 3:41  |
| 7.        | 「MERRY-GO-ROUND」                | 森雪之丞    | 布袋寅泰           | 布袋寅泰           | 3:55  |
| 8.        | 「TELEPHONE CALL」                | 布袋寅泰    | 布袋寅泰           | 布袋寅泰           | 3:42  |
| 9.        | 「RADIO! RADIO! RADIO! (RE-MIX)」 | 布袋寅泰    | 布袋寅泰           | 布袋寅泰           | 3:58  |
| 10.       | 「NOT FOR SALE」                  | 布袋寅泰    | 布袋寅泰           | 布袋寅泰           | 4:27  |
| 11.       | 「CITY LIGHTS」                   | 布袋寅泰    | 布袋寅泰           | 布袋寅泰           | 3:35  |
| 12.       | 「STARMAN」                       | David Bowie | David Bowie        | 布袋寅泰           | 5:20  |
| 合計時間: | 合計時間:                         | 合計時間:   | 合計時間:          | 合計時間:          | 53:22 |

### LP版
| #  | タイトル                        | 作詞                          | 作曲     | 編曲     | 時間 |
| -- | ------------------------------- | ----------------------------- | -------- | -------- | ---- |
| 1. | 「GUITARHYTHM REPRISE」         | ハービー・山口、Lenny Zakatek | 布袋寅泰 | 布袋寅泰 | 1:15 |
| 2. | 「BEAT EMOTION (Album Verson)」 | 布袋寅泰                      | 布袋寅泰 | 布袋寅泰 | 4:55 |
| 3. | 「PRISONER」                    | 布袋寅泰                      | 布袋寅泰 | 布袋寅泰 | 4:38 |
| 4. | 「SLOW MOTION」                 | 森雪之丞                      | 布袋寅泰 | 布袋寅泰 | 5:37 |

| #  | タイトル            | 作詞               | 作曲     | 編曲     | 時間 |
| -- | ------------------- | ------------------ | -------- | -------- | ---- |
| 5. | 「SPHINX」          | 森雪之丞           | 布袋寅泰 | 布袋寅泰 | 4:15 |
| 6. | 「MERMAID'S DREAM」 |                    | 布袋寅泰 | 布袋寅泰 | 3:22 |
| 7. | 「PARADISE」        | 布袋寅泰・森雪之丞 | 布袋寅泰 | 布袋寅泰 | 6:10 |
| 8. | 「DEVIL'S SUGAR」   | 森雪之丞           | 布袋寅泰 | 布袋寅泰 | 4:37 |

| #  | タイトル                          | 作詞     | 作曲     | 編曲             | 時間 |
| -- | --------------------------------- | -------- | -------- | ---------------- | ---- |
| 1. | 「DRIVIN' TO YOUR HEART TONIGHT」 | 森雪之丞 | 布袋寅泰 | 布袋寅泰         | 4:15 |
| 2. | 「ANGEL WALTZ」                   | 森雪之丞 | 布袋寅泰 | 布袋寅泰・門倉聡 | 3:29 |
| 3. | 「YOU」                           | 布袋寅泰 | 布袋寅泰 | 布袋寅泰         | 6:13 |
| 4. | 「GUITAR LOVES YOU」              |          | 布袋寅泰 | 布袋寅泰         | 3:24 |

| #  | タイトル                | 作詞     | 作曲     | 編曲     | 時間 |
| -- | ----------------------- | -------- | -------- | -------- | ---- |
| 5. | 「ROCK'N'ROSE」         | 布袋寅泰 | 布袋寅泰 | 布袋寅泰 | 5:13 |
| 6. | 「MAN+WOMAN IN LOVE」   | 布袋寅泰 | 布袋寅泰 | 布袋寅泰 | 4:24 |
| 7. | 「LIBIDO」              | 森雪之丞 | 布袋寅泰 | 布袋寅泰 | 4:48 |
| 8. | 「FLY INTO YOUR DREAM」 | 布袋寅泰 | 布袋寅泰 | 布袋寅泰 | 6:00 |

| #  | タイトル           | 作詞     | 作曲               | 編曲               | 時間 |
| -- | ------------------ | -------- | ------------------ | ------------------ | ---- |
| 1. | 「WONDERLAND」     |          | 布袋寅泰           | NIELS WALEM        | 3:58 |
| 2. | 「METROPOLIS」     |          | 布袋寅泰・藤井丈司 | 布袋寅泰・藤井丈司 | 3:41 |
| 3. | 「MERRY-GO-ROUND」 | 森雪之丞 | 布袋寅泰           | 布袋寅泰           | 3:55 |
| 4. | 「TELEPHONE CALL」 | 布袋寅泰 | 布袋寅泰           | 布袋寅泰           | 3:42 |

| #  | タイトル                          | 作詞        | 作曲        | 編曲     | 時間 |
| -- | --------------------------------- | ----------- | ----------- | -------- | ---- |
| 5. | 「RADIO! RADIO! RADIO!(RE-MIX) 」 | 布袋寅泰    | 布袋寅泰    | 布袋寅泰 | 3:58 |
| 6. | 「NOT FOR SALE」                  | 布袋寅泰    | 布袋寅泰    | 布袋寅泰 | 4:27 |
| 7. | 「CITY LIGHTS」                   | 布袋寅泰    | 布袋寅泰    | 布袋寅泰 | 3:35 |
| 8. | 「STARMAN」                       | David Bowie | David Bowie | 布袋寅泰 | 5:20 |

| #  | タイトル                                         | 作詞                        | 作曲     | 編曲     |
| -- | ------------------------------------------------ | --------------------------- | -------- | -------- |
| 1. | 「DANCING WITH THE MOONLIGHT (12 inch version)」 | ハービー山口・Lenny Zakatek | 布袋寅泰 | 布袋寅泰 |

| #  | タイトル                   | 作詞                          | 作曲                          | 編曲             |
| -- | -------------------------- | ----------------------------- | ----------------------------- | ---------------- |
| 2. | 「LEGEND OF FUTURE」       |                               | Geoffrey Westley              | Geoffrey Westley |
| 3. | 「POWER (live)」           |                               | 布袋寅泰                      | 布袋寅泰         |
| 4. | 「C'MON EVERYBODY (live)」 | Eddie Cochran・Jerry Capehart | Eddie Cochran・Jerry Capehart | 布袋寅泰         |

## 曲解説

### DISC I
1. GUITARHYTHM REPRISE
前作『GUITARHYTHM』に収録されているタイトル・トラックのゴスペルバージョン。
布袋曰く「魂の時空のスタートが神々によって祝福されるというオープニングにしようと思った。魂ってどこにいるかっていう話ではないんだけれど、それが浄化して上昇していく。上まで行ったところで「BEAT EMOTION」につながって、加速して現実に戻るというストーリーを考えていた。だからこの曲には過去とか現在という次元はない」[19]。
2枚組の大作となった『GUITARHYTHM II』だが、曲構成についてはオープニングの「GUITARHYTHM REPRISE」から4曲目の「SLOW MOTION」までと、「STARMAN」で作品を締めくくることは最初から決まっていた[20]。
2. BEAT EMOTION (Album Verson)
楽曲作りの初日に制作された[19]。
3rdシングルとしてアルバムに先駆け発売。デジタル・リマスタリング盤からはシングル・バージョンで収録されている。ただしオリジナル盤では「GUITARHYTHM REPRISE」の終わりに入っていた"Welcom to GUITARHYTHM II"の音声がデジタルリマスタリング盤では「BEAT EMOTION」の曲頭に来るようにチャプター設定が変更になっている。
詳細は「BEAT EMOTION」の項を参照。
3. PRISONER
イントロが「BEAT EMOTION」のアウトロと繋がっている。レコーディングでも2曲通しでボーカル録りされた。同時に布袋曰く「気持ちの中では前の曲とつながっている」[21]。
後に自身のアイテムとして定着するサスティナー搭載ギターを、この楽曲で初めて使用している。
当初、間奏のドラムループのフィルインについてプログラマーの藤井丈司は「もっといいパターンあるけどなぁ」と懐疑的だったが、布袋はサスティナーのプレイを活かすべくユニゾンにする為にこのフィルを選んでおり、ギターソロが乗った結果、藤井も大いに納得したという[3]。
4. SLOW MOTION
幽体離脱をテーマにした楽曲。布袋曰く「現実からストーリーが始まり、「BEAT EMOTION」と「PRISONER」で現在の自分へ言葉を投げかけ、そしてこの曲から夢の世界に入る」[22]。
ロキシー・ミュージックのアンディ・マッケイがサックスで参加[23]。
森雪之丞のアルバム『天使のいた惑星』に別バージョンが収録されている。
5. SPHINX
「スフィンクスが歩いている夢を見た」というエピソードから作られた楽曲[22]。
"右に心臓がある奴は誰だ"というフレーズは、わざわざ左のスピーカーから聴こえる仕様にしたとのこと[22]。
「この曲を作ったあたりからエジプトに行きたくなって『よし、エジプトのセットを作って写真を撮ろう』となって広告用の写真を撮ったら、なんてことはない、気が済んじゃった。その写真を撮らなければ本当にエジプトに行ってたかもしれない」というエピソードも明かしている[22]。
6. MERMAID'S DREAM
布袋が演奏に直接関与していない、藤井による打ち込みのインストゥルメンタル[13]。バックに流れている音はイルカの鳴き声。
布袋曰く「次の"PARADISE"への助走的役割のSE」。
7. PARADISE
前曲「MERMAID'S DREAM」から繋がっているというストーリーであり、さらに次の「DEVIL'S SUGAR」へも繋がっている[24]。
1,2番とサビは布袋、他は森の作詞である[23]。布袋の詞はハイド・パークで日向ぼっこをしている際に降りてきたもの[2]。
8. DEVIL'S SUGAR
上述通り、前曲「PARADISE」と対になっており、歌詞には「精霊の嘆く声 かき消して」と同じフレーズが登場している。
9. DRIVIN' TO YOUR HEART TONIGHT
前曲「DEVIL'S SUGAR」で「悪魔が自分の中に入ってきちゃって、脳と一緒になってすごくクレイジーな自分になっちゃう」というストーリーとなっている[25]。
「とにかく脈絡のない歌詞にしたかった。全部裏腹にしようって森さんと話し合った。特に曲がすごくシンプルなロックンロールなんで、逆にシンプルな詞をのっけたくないなと思ってた」とのこと[25]。
ギターソロは自身初のボトルネックによるものであり、レコーディングでは何十回も録ったと語っている[26]。
10. ANGEL WALTZ
BOØWYの5thアルバム、『BEAT EMOTION』制作時に作られた曲[12]。
森雪之丞がデモテープ視聴時に「これはぼくの人生を懸けて書きたい」と強い意欲を持って作詞した作品[27]。
作曲された当時は「マコトのワルツ」という仮タイトルで、アヴァンギャルドなテイストだった[27]。すでに前年のインタビューの時点でこの曲を収録することを視野に入れていた[1]。
11. YOU
後に4thシングルとしてリカットされた。
「森さんのロマンティシズムと俺のロマンティシズムをバンっと並べてみたくて、意識的に「ANGEL WALTZ」の次に入れた」とのこと[27]。
12. GUITAR LOVES YOU
布袋の父親が生前最も愛したとされる楽曲[28]。
真夜中のスタジオにて独りきりで作曲した為、当初「午前2時のなんとか」というタイトルにしようと考えたが、「これを弾かせてくれたのはギターだな」と思いこのタイトルとなった[27]。
デジタルリマスタリング盤からは曲終わりの無音時間が4秒ほど長くなっている。

### DISC II
1. ROCK'N'ROSE
山下久美子の『JOY FOR U』用に製作された楽曲だが[12]、山下に頼み込んで『Ⅱ』に採用された[10]。
イントロは『GUITARHYTHM』に収録されている「LEGEND OF FUTURE」のサンプリングで、ブックレットにも「INTRODUCTION FROM "LEGEND OF FUTURE" MUSIC : GEOFFREY WESTLEY」とクレジットされている。
VHS『GUITARHYTHM』のオープニングに出てくるギターを携えたバラを見て、「ROCK'N' ROSE」という曲を作ろうとイメージしたという[29]。
歌詞のイメージは「砂漠のようなところに、うらぶれたショットバーがあって、そこには50年代っぽいネオンがあって、そこにフラッと立ち寄ったところで男と女が出会う。その子もロックンロールが好きで、俺もロックンロールが好き。それでその女の子は俺よりロックンロールが好き。それがバラのトゲっぽいよね」とのこと。
2. MAN+WOMAN IN LOVE
布袋曰く「単純にセックス賛歌というやつ。セックスはいいものだ、きれいなものだというイメージ。結局、遺伝子だったりするわけで、そういった生まれたときからのすごく自然なことだと思う。俺が珍しくそういう情景を遠まわしに言葉にした」[29]。
コーラス部分を除くと歌詞が短く、ブックレットには一行で記載されている。
3. LIBIDO
デモテープの段階ではもっと洗練されたファンクだったとのことだが、ドラムの山木秀夫がレコーディングで燃えた結果、完成形はまったく違うものとなった[29]。
4. FLY INTO YOUR DREAM
「真夜中に目の前で猫が車に轢かれ、海へ水葬しに行った」というエピソードが詞のモチーフになっている。
前半の歌パートにはギターが全く入っておらず、後半に長尺のギターソロが展開される。
4thシングルにはカップリング曲として『GUITARHYTHM REPRISE』のライブ音源が収録されている。
5. WONDERLAND
「ORCHESTRA」の仮タイトルの通り、オーケストラ演奏の楽曲[10]。アレンジャーのNIELS WALEMと共にピアノの横に座って「ここフルートでいこう」などとコミュニケーションしながら制作された。
6. METROPOLIS
布袋と藤井の2人で制作されたインストゥルメンタル[30]。曲名はレコーディングスタジオと、1927年の映画『メトロポリス 』に由来する[31]。
布袋曰く、事前に曲の構成を考えずに「カードを並べるみたいにその場その場で出来たものをつなぎ合わせていく」手法によって完成した作品[32]。
このアルバム曲「MAN+WOMAN IN LOVE」のイントロのフレーズが引用されている。
7. MERRY-GO-ROUND
前曲から間を置かずに始まる。「(前曲まで)旅をしてた魂が、現実の遊園地に戻ってくる。人生はメリーゴーラウンド」というストーリー[33]。
イントロに入っている「幸せの黄色いリボン」は、休日に藤井丈司がDATを持ってコヴェント・ガーデンに行き、そこの人形館で録ってきたもの。「スタジオだけの密室的なものにならないようにと思って」とのこと[33]。後に発売されたベストアルバム『GUITARHYTHM FOREVER Vol.1』にはこのSE部分がカットされたアレンジで収録されている。
8. TELEPHONE CALL
ギターソロの半分はサンプリングで構築されている。また藤井丈司のアイディアで、注意深く聴くと数種類のスネアドラムがサンプリングされている[34]。
布袋はヒーカップ唱法を採り入れている。
9. RADIO! RADIO! RADIO! (RE-MIX)
3rdシングル「BEAT EMOTION」のカップリング曲のリミックス・バージョン。
10. NOT FOR SALE
「くだらない愛だ恋だっていう歌は聴きたくないっていう気分が入ってる。ラヴ・ソングってたくさん作ってると、なんか価値が減っちゃう気がするし。だって、恋多き大人の男と女がすべてじゃ、あまりに悲しい。それは大切だけど、それだけじゃない」という想いが込められている[35]。
11. CITY LIGHTS
ギターとコンピュータによる一発録りで収録された曲で[10]、アムステルダムを旅した時のエピソードがモチーフになっている[2]。
12. STARMAN
デヴィッド・ボウイの楽曲のカバー。この楽曲を最後にすることは最初から決めていたとのこと[36]。またボウイがこの時期ティン・マシーンを結成し「もう過去の作品は歌わない」と宣言したことに対する布袋なりのアンサーでもある。
「この曲が出たころ、"スターマン"って存在はまだリアルじゃなかったけど、現代のスターマンってもうリアルだと思う。だからこの曲は今のほうがマッチしてる気がするし、絶対に時代を超えて残る曲。それで、今に甦るアプローチとしてコンピュータを入れて、そこに降りてくるスターマンはきっともっとリアルになると思って踏み切った」と布袋は語っている[36]。
デジタルリマスタリング盤からは曲終わりの無音時間が5秒ほど長くなっている。

### ボーナストラック（LP版）
1. DANCING WITH THE MOONLIGHT (12 inch version)
1stシングル。イギリスで発売された12インチシングルバージョン。
2. LEGEND OF FUTURE
1stアルバム『GUITARHYTHM』収録曲。
3. POWER (live)
1988年10月26日に代々木第一体育館にて行われたライブ「GUITARHYTHM LIVE」からの音源。
この楽曲は長い間音源化される事は無かったが、2016年4月6日発売の36枚目のシングル「8 BEATのシルエット」のカップリングにて新録バージョンとして初めて音源化された。
4. C'MON EVERYBODY (live)
1stアルバム『GUITARHYTHM』収録曲。
1988年10月26日に代々木第一体育館にて行われたライブ「GUITARHYTHM LIVE」からの音源。

## スタッフ・クレジット

### 参加ミュージシャン
| GUITARHYTHM REPRISE - LENNY ZAKATEK - CHORUS - JEFF PATTERSON - CHORUS - LINDA TAYLOR - CHORUS - DAWN KNIGHT - CHORUS - KATHERINE WOOD - CHORUS - BEVERLEY SKEETE - CHORUS BEAT EMOTION - 布袋寅泰 - GUITAR, VOCAL, CHORUS - 浅田孟 - BASS - 藤井丈司 - PROGRAMMING PRISONER - 布袋寅泰 - GUITAR, KEYBOARD, VOCAL, CHORUS - 藤井丈司 - PROGRAMMING SLOW MOTION - 布袋寅泰 - GUITAR, VOCAL, CHORUS - 山木秀夫 - DRUMS LOOP - 藤井丈司 - PROGRAMMING - ANDY McKAY - SOPRANO & TENOR SAX SPHINX - 布袋寅泰 - GUITAR, SYNTH BASS, VOCAL, CHORUS - 山木秀夫 - DRUMS - 浅田孟 - BASS - 藤井丈司 - PROGRAMMING MERMAID'S DREAM - 藤井丈司 - PROGRAMMING PARADISE - 布袋寅泰 - ACOUSTIC GUITAR, SITAR GUITAR, SYNTH MARINBA, VOCAL, CHORUS - 山木秀夫 - DRUMS - 浅田孟 - FRETLESS BASS - 藤井丈司 - PROGRAMMING DEVIL'S SUGAR - 布袋寅泰 - GUITAR, VOCAL, CHORUS - 山木秀夫 - DRUMS - 藤井丈司 - PROGRAMMING DRIVIN' TO YOUR HEART TONIGHT - 布袋寅泰 - GUITAR, SYNTH BASS, VOCAL, CHORUS - 山木秀夫 - DRUMS - 浅田孟 - BASS - 藤井丈司 - PROGRAMMING ANGEL WALTZ - 布袋寅泰 - VOCAL - 山木秀夫 - DRUMS - 藤井丈司 - PROGRAMMING - 門倉聡 - UPRIGHT PIANO, SYNTH WOOD BASS YOU - 布袋寅泰 - GUITAR, ACOUSTIC GUITAR, VOCAL - 山木秀夫 - DRUMS - 浅田孟 - BASS - 藤井丈司 - PROGRAMMING - 西本明 - SYNTH, PIANO - LENNY ZAKATEK - CHORUS - JEFF PATTERSON - CHORUS GUITAR LOVES YOU - 布袋寅泰 - GUITAR | ROCK'N'ROSE - 布袋寅泰 - GUITAR, DRUMS PROGRAMMING, KEYBOARD, VOCAL, CHORUS - 浅田孟 - BASS - 藤井丈司 - PROGRAMMING, KEYBOARD MAN+WOMAN IN LOVE - 布袋寅泰 - GUITAR, VOICE PROGRAMMING, VOCAL - 藤井丈司 - PROGRAMMING, DRUMS LOOP - DAWN KNIGHT - CHORUS - BEVERLEY SKEETE - CHORUS LIBIDO - 布袋寅泰 - GUITAR, VOCAL, CHORUS - 山木秀夫 - DRUMS - 浅田孟 - BASS - 藤井丈司 - PROGRAMMING FLY INTO YOUR DREAM - 布袋寅泰 - GUITAR, VOCAL - 山木秀夫 - DRUMS - 藤井丈司 - PROGRAMMING, DRUMS LOOP - 門倉聡 - SYNTH, PIANO WONDERLAND - GUITARHYTHM II PHILHARMONIC - ORCHESTRA - NIELS WALEM - CONDUCTED - GAVYN WRIGHT - LEADER METROPOLIS - 布袋寅泰 - GUITAR, ELECTRIC GUT GUITAR - 藤井丈司 - PROGRAMMING MERRY-GO-ROUND - 布袋寅泰 - GUITAR, DRUMS PROGRAMMING, KEYBOARD, PIANO, VOCAL, CHORUS - 浅田孟 - BASS - 藤井丈司 - PROGRAMMING TELEPHONE CALL - 布袋寅泰 - GUITAR, DRUMS PROGRAMMING, KEYBOARD, VOCAL, CHORUS - 藤井丈司 - PROGRAMMING RADIO! RADIO! RADIO! (RE-MIX) - 布袋寅泰 - GUITAR, DRUMS, PROGRAMMING, VOCAL, CHORUS - 浅田孟 - BASS - 藤井丈司 - PROGRAMMING NOT FOR SALE - 布袋寅泰 - GUITAR, DRUMS PROGRAMMING, VOCAL - 浅田孟 - BASS - 藤井丈司 - PROGRAMMING, KEYBOARD - LINDA TAYLOR - CHORUS - DAWN KNIGHT - CHORUS - BEVERLEY SKEETE - CHORUS CITY LIGHTS - 布袋寅泰 - GUITAR, VOCAL - 藤井丈司 - PROGRAMMING STARMAN - 布袋寅泰 - GUITAR, ACOUSTIC GUITAR, KEYBOARD, VOCAL, CHORUS - 藤井丈司 - PROGRAMMING, KEYBOARD |

### スタッフ
- 布袋寅泰 - プロデューサー
- 藤井丈司 - コ・プロデューサー
- マイケル・ツィマリング - レコーディング・エンジニア（「WONDERLAND」以外）、ミキシング・エンジニア（「GUITAR LOVES YOU」以外）
- MIKE ROSS-TREVOR - レコーディング・エンジニア（「WONDERLAND」のみ） 、ミキシング・エンジニア（「WONDERLAND」のみ）
- HEIDI CANNAVO - ミキシング・エンジニア（「GUITAR LOVES YOU」のみ）、アシスタント・エンジニア
- 伊藤康宏 - アシスタント・エンジニア
- DENIS BLACKHAM - マスタリング・エンジニア
- 関口みつのぶ (TOY BOX PUBLISHERS) - A&Rディレクター
- 広瀬哲（東芝EMI） - A&Rディレクター
- 糟谷銑司 (TOY BOX PUBLISHER) - エグゼクティブ・プロデューサー
- 石坂敬一（東芝EMI） - エグゼクティブ・プロデューサー
- 下河辺晴三（東芝EMI） - エグゼクティブ・プロデューサー
- 永石勝 - アート・ディレクション、デザイン 、コンピュータグラフィックス
- 園木和彦 - 写真撮影
- TOSHIAKI UESUGI - デザイン
- HIROKI TATIBANA - デザイン
- DAISUKE UNNO - アシスタント・デザイン
- SHOKO KITAMURA - コンピュータグラフィックス
- HIROYUKI HAYASHI - コンピュータグラフィックス
- ERIKO HIGUCHI - スタイリスト
- 川野晶子 - ヘアー、メイク
- 前田真宏 - イラストレーション
- 草彅琢仁 - イラストレーション
- 菊地正典 - イラストレーション
- 武重洋二 - イラストレーション

## リリース履歴
| No. | 日付           | レーベル                              | 規格   | 規格品番                  | 最高順位 | 備考                                                                              |
| --- | -------------- | ------------------------------------- | ------ | ------------------------- | -------- | --------------------------------------------------------------------------------- |
| 1   | 1991年8月30日  | 東芝EMI／イーストワールド             | LP     | TOJT-6280〜3              | 80位     | 4枚組、LPのみのボーナストラック4曲収録                                            |
| 2   | 1991年9月27日  | 東芝EMI／イーストワールド             | CD CT  | TOCT-6280〜1 TOTT-6280〜1 | 1位      | 初回限定ベルベットボックス仕様                                                    |
| 3   | 2000年12月13日 | 東芝EMI／アストロノーツスター         | CD     | AJCH-30002〜3             | -        | デジタルリマスタリング盤                                                          |
| 4   | 2008年12月24日 | EMIミュージック・ジャパン／ヴァージン | SHM-CD | TOCT-95002〜3             | 52位     | 2000年デジタルリマスタリング盤、紙ジャケット仕様、『GUITARHYTHM BOX』でのリリース |